# Джон Геммінґ (дослідник)
Джон Ге́ммінґ (англ. John Hemming, нар. 1935, Ванкувер, Канада) — британський дослідник-етнограф та історик канадського походження, відомий своїми роботами з історії, етнографії та географії Південної Америки, зокрема Бразилії та Перу.

## Роботи
- Червоне Золото (Red Gold, 2004)
- Амазонський кордон (Amazon Frontier, 2004)
- Помри, якщо ти повинен (Die If You Must, 2004)
- Пам'ятники інків (Monuments of the Incas, 1982)
- Завоювання інків (The Conquest of the Incas, 1970)
- Марака́ — острів у джунглях (Maraca — Rainforest Island)
- Золота доба відкриттів (The Golden age of Discovery, 1999)
- Пошуки Ель-Дорадо (The Search for El Dorado, 1978)
- Дерево річок — історія Амазонки (Tree of rivers — The Story of the Amazon, 2008)